# White pudding

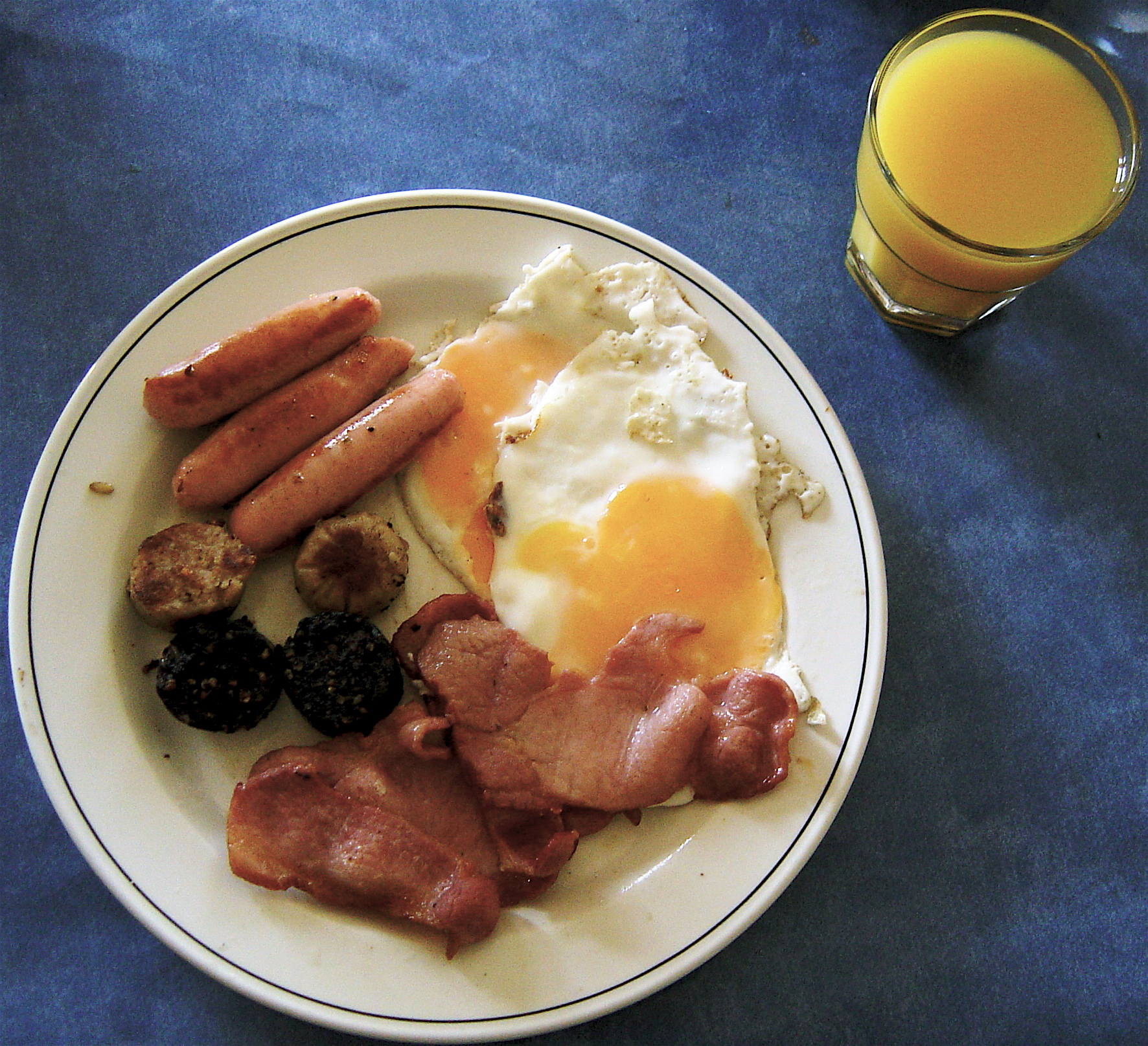
Śniadanie irlandzkie z białym puddingiem

White pudding (w Kornwalii także Hog's pudding) – potrawa mięsna popularna w  Szkocji, Irlandii, w Anglii występuje głównie w Kornwalii i hrabstwie Devon. Jest to rodzaj kaszanki bez krwi. Składa się z mięsa wieprzowego, tłuszczu, kaszy owsianej i przypraw. Produkt formuje się w sposób podobny do kiełbasy. Podaje się na gorąco, podsmażany, zwykle pokrojony w plasterki. Wchodzi w skład śniadania angielskiego w południowo-zachodniej Anglii i śniadania irlandzkiego Ulster fry.